# Antoine Adalbert Baille
Pour les articles homonymes, voir Baille (homonymie).
Antoine Adalbert Baille, né le 27 mai 1768 à Champlin (Nièvre), mort le 22 mars 1813 à Udine (Italie), est un militaire français de la Révolution et de l’Empire.

## États de service
Il entre en service le 1er janvier 1785, comme gendarme dans la compagnie Dauphin, il y sert jusqu’au 1er avril 1788, époque du licenciement de ce corps.
Le 11 octobre 1791, il est élu capitaine au 1er bataillon de volontaires de la Nièvre, et le 1er avril 1792, il passe au régiment de Bouillon, avec le grade de lieutenant. Il obtient son brevet de capitaine le 6 juin 1792, et il reçoit un coup de feu à la cuisse gauche le 10 mai 1793. Il est fait prisonnier le 1er août suivant lors de la prise de Valenciennes, et il est libéré sur parole quelque temps après.
Incorporé en mars 1795, dans la 175e demi-brigade de bataille, il passe le 5 mai 1796, dans le 67e régiment d’infanterie de ligne. Noté par les inspecteurs généraux comme un officier distingué, il est nommé chef de bataillon le 20 juillet 1800, pour prendre rang le 22 juin précédent.
Le 22 décembre 1803, l’Empereur le nomme major du 6e régiment d’infanterie de ligne, et le fait chevalier de la Légion d’honneur le 25 mars 1804. Il sert aux armées d’Italie et de Naples de 1803 à 1811. Il est promu colonel en second le 15 avril 1811, et colonel commandant le 105e régiment d’infanterie de ligne le 7 septembre suivant.
Il meurt le 22 mars 1813, à Udine.

## Sources
- A. Lievyns, Jean Maurice Verdot, Pierre Bégat, Fastes de la Légion-d'honneur, biographie de tous les décorés accompagnée de l'histoire législative et réglementaire de l'ordre, Tome 4, Bureau de l’administration, 1844, 640 p. (lire en ligne), p. 283.
- « Cote LH/91/91/p.4 à 7 », base Léonore, ministère français de la Culture
- Danielle Quintin et Bernard Quintin, Dictionnaires des colonels de Napoléon, S.P.M., 2013, 978 p. (ISBN 978-2-296-53887-0), p. 62
- Léon Hennet, Etat militaire de France pour l’année 1793, Siège de la société, Paris, 1903, p. 164.
- Commandant G. Dumont, Bataillons de volontaires nationaux, (cadres et historiques), Paris, Lavauzelle, 1914, p. 230.
- Carnet de la sabretache : revue d'histoire militaire rétrospective, Volumes 1 à 10, Berger-Levrault et cie, Paris, 1906, p. 454.